# (4992) Kálmán
(4992) Kálmán, désignation internationale (4992) Kalman, est un astéroïde de la ceinture principale.

## Description
(4992) Kálmán est un astéroïde de la ceinture principale. Il fut découvert par Lioudmila Jouravliova le 25 octobre 1982 à Nauchnyj. Il présente une orbite caractérisée par un demi-grand axe de 2,57 UA, une excentricité de 0,113 et une inclinaison de 14,477° par rapport à l'écliptique.
Il fut nommé en hommage au compositeur hongrois Imre Kálmán (1882-1953).

## Compléments